# Henderson (Tennessee)
Henderson és una població dels Estats Units a l'estat de Tennessee. Segons el cens del 2000 tenia 5.670 habitants.

## Demografia
Segons el cens del 2000, Henderson tenia 5.670 habitants, 1.896 habitatges, i 1.270 famílies. La densitat de població era de 382,7 habitants/km².
Dels 1.896 habitatges en un 31,8% hi vivien nens de menys de 18 anys, en un 47% hi vivien parelles casades, en un 16,6% dones solteres, i en un 33% no eren unitats familiars. En el 28,7% dels habitatges hi vivien persones soles el 14,3% de les quals corresponia a persones de 65 anys o més que vivien soles. El nombre mitjà de persones vivint en cada habitatge era de 2,41 i el nombre mitjà de persones que vivien en cada família era de 2,96.
Per edats la població es repartia de la següent manera: un 21,5% tenia menys de 18 anys, un 25,2% entre 18 i 24, un 22,5% entre 25 i 44, un 16% de 45 a 60 i un 14,8% 65 anys o més.
L'edat mediana era de 27 anys. Per cada 100 dones de 18 o més anys hi havia 80 homes.
La renda mediana per habitatge era de 32.648 $ i la renda mediana per família de 40.907 $. Els homes tenien una renda mediana de 32.215 $ mentre que les dones 22.258 $. La renda per capita de la població era de 16.735 $. Entorn del 15,4% de les famílies i el 19% de la població estaven per davall del llindar de pobresa.

## Poblacions més properes
El següent diagrama mostra les poblacions més properes.